# Stare de fapt
Stare de fapt es una película de drama rumana de 1995 dirigida por Stere Gulea. La película fue seleccionada como la entrada rumana a la Mejor Película en Lengua Extranjera en la 69.ª edición de los Premios de la Academia, pero no fue nominada.

## Reparto
- Oana Pellea como Alberta Costineanu
- Mircea Rusu como Andrei Secosan
- Dan Condurache como Petrache Maxentiu
- Razvan Vasilescu como Agente Muresan
- Serban Celea como Agente Cretu
- Luminita Gheorghiu como Esposa de Muresan
- Mara Grigore como Enfermero de estación de televisión
- Cornel Scripcaru como Major Leo
- Silviu Stanculescu como El padre de Maxentiu